# KLM Cityhopper

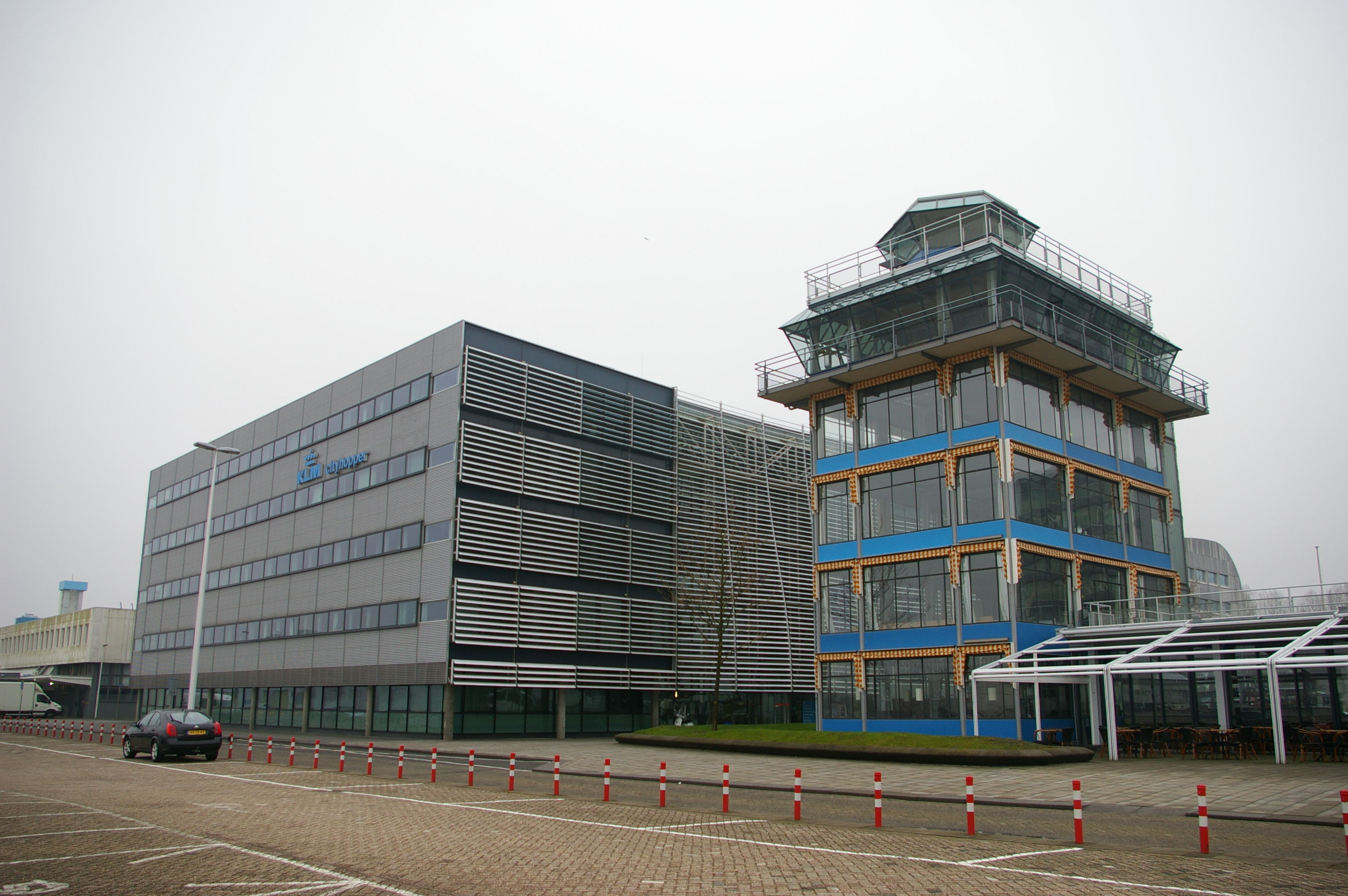
El edificio Convair, la sede central de KLM cityhopper

KLM Cityhopper es la filial regional de KLM Royal Dutch Airlines – parte del grupo Air France-KLM. La aerolínea, con su sede, el edificio Convair, en los terrenos del Aeropuerto de Ámsterdam Schiphol en Schiphol-Oost, Haarlemmermeer, opera vuelos de corto alcance en Europa y sus alrededores. Cuenta con vuelos regulares a unos cuarenta y cuatro (44) destinos aproximadamente si bien este número puede variar en el transcurso del año y la aerolínea puede operar a aquellos destinos que le solicite su compañía matriz, KLM Royal Dutch Airlines. La identificación de la aerolínea es idéntica a la de su compañía matriz con la adición del sufijo “cityhopper” tras el logo de la corona de KLM y la supresión de los títulos “The Flying Dutchman” y “Royal Dutch Airlines” en la librea de sus aeronaves. Se va a implementar una nueva fuente de escritura que están siendo ejecutada en la última modernización y sus campañas de marketing desde 2008.
La aerolínea cuenta con cinco bases de operaciones totalmente dotadas, herencia de la adquisición de Air UK y su posterior fusión en la marcaKLM UK. Para finalizar, cientos de tripulantes de cabina de vuelo y pasajeros británicos continúan operando vuelos de KLM cityhopper desde el Reino Unido y los Países Bajos a toda la red de vuelos de la aerolínea.
Al igual que su compañía matriz y pese a la operación de aeronaves de pequeño tamaño, KLM cityhopper ofrece servicios de cabina de dos clases en la mayoría de sus vuelos superiores a los cincuenta minutos de trayecto.
KLM cityhopper opera una estructura de servicios de alimentación muy exitoso a su hub de Ámsterdam con vuelos regulares, y con horarios adaptados en toda Europa para posibilitar la conexión con los vuelos intercontinentales de su aerolínea matriz y el resto de miembros de la alianza Skyteam.
La aerolínea es parte del grupo Air France-KLM.

## Historia
La aerolínea fue fundada el 1 de abril de 1991, iniciando sus operaciones el mismo año. Fue fundada fruto de la fusión de NLM CityHopper y Netherlines. Como parte de los planes de reestructuración de KLM, sus filiales regionales (incluyendo KLM UK) se fusionaron en noviembre de 2002 bajo el nombre de KLM cityhopper.  Es propiedad total de KLM y tiene 910 empleados (en marzo de 2007).

## Aspectos corporativos

### Sede central
KLM Cityhopper tiene su sede central en el edificio Convair en los terrenos del aeropuerto de Ámsterdam Schiphol en Schiphol-Oost, Haarlemmermeer. En 1999 Schiphol Real Estate (SRE) contrató una parcela de terreno para comenzar la construcción del edificio Convair. El edificio también alberga las oficinas de los servicios de reclutamiento de KLM. Originalmente la oficina de KLM Cityhopper en el edificio 70 del aeropuerto.

## Destinos
Varias de las rutas europeas de KLM son operadas tanto por KLM como por KLM Cityhopper, dependiendo del momento del día, el día de la semana y el momento del año.

## Flota

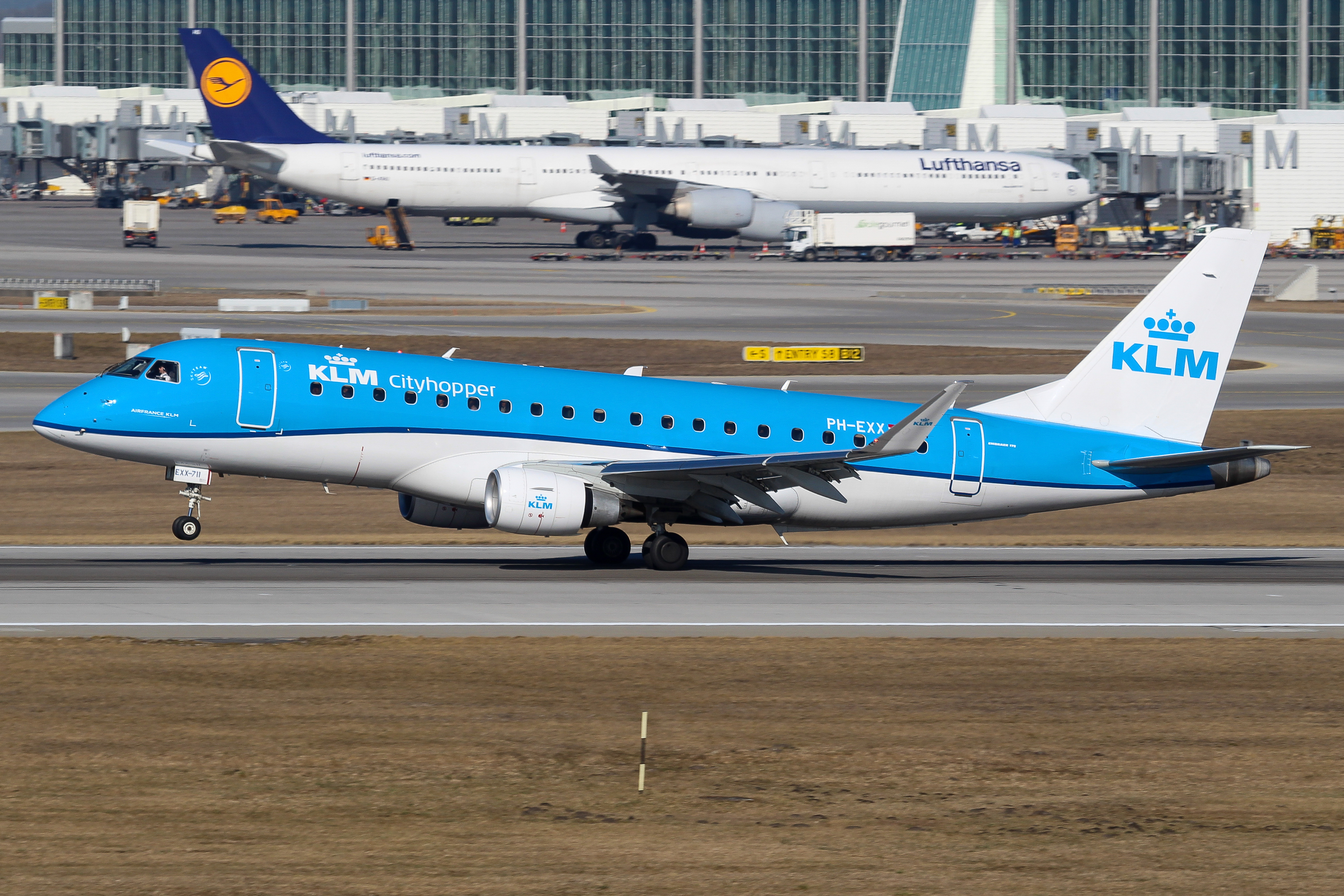
Un Embraer 175 de KLM Cityhopper

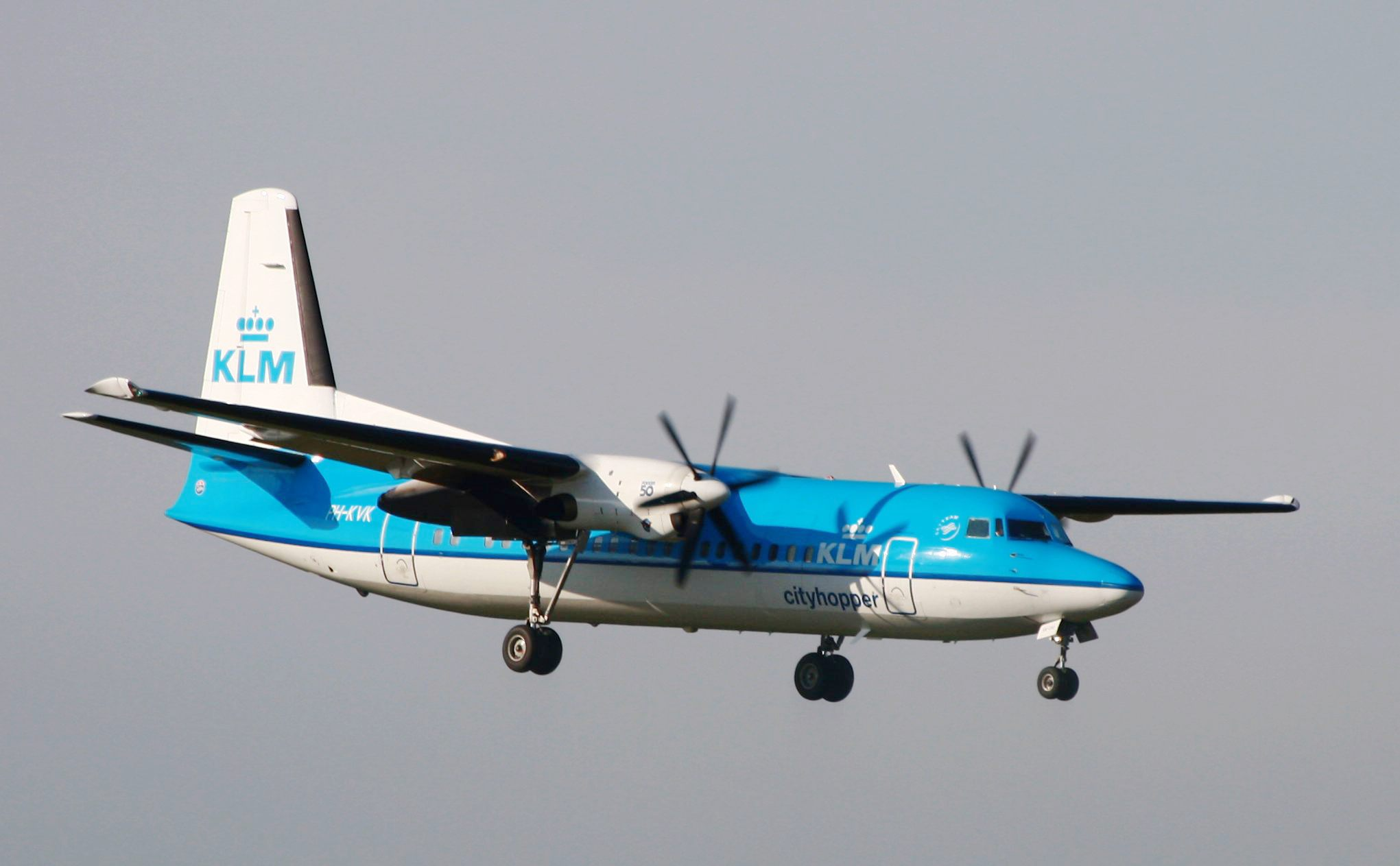
Un Fokker 50 de KLM Cityhopper

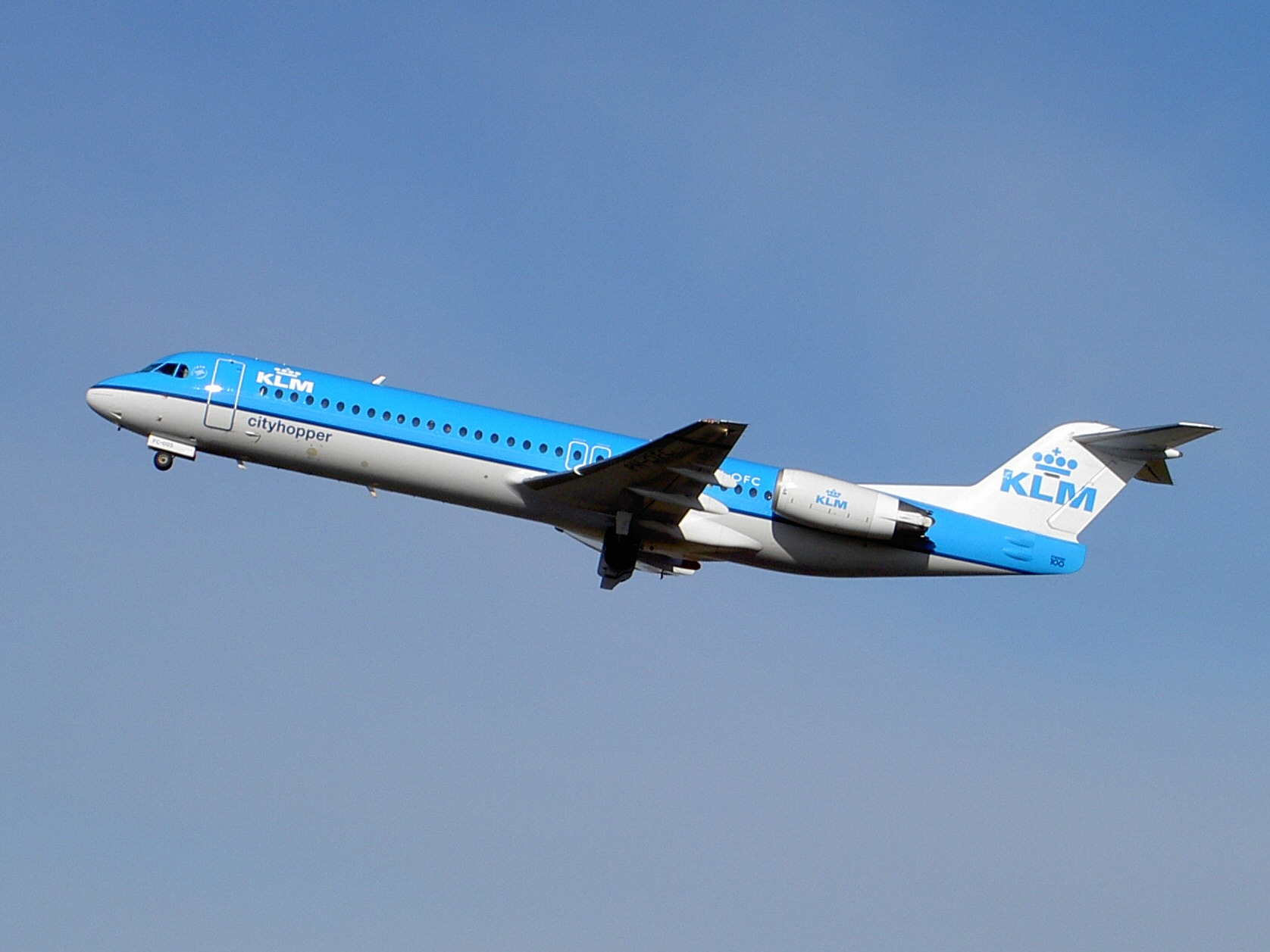
Un Fokker 100 de KLM Cityhopper

### Flota Actual
La flota de KLM Cityhopper se compone de las siguientes aeronaves con una edad media de 8,7 años (a septiembre de 2024):

### Actualizaciones de flota
En junio de 2009, el grupo Air France-KLM confirmó la adquisición de siete reactores Embraer 190 adicionales que comenzaron a ser entregados en el primer trimestre de 2010. El pedido adicional de aviones Embraer y la transferencia de aviones Fokker 70 desde las filiales regional en 2009 ha permitido a KLM Cityhopper la retirada completa de su flota de aeronaves Fokker 50. La entrega de aviones Embraer adicionales comenzó a comienzos de 2010 y fue concluida en septiembre del mismo año. Todos los Fokker 100 y Embraer 190 están configurados con cien plazas, posibilitando un servicio de dos clases mucho más rentable.
KLM Cityhopper operó su último vuelo con un Fokker 50 el 28 de marzo de 2010 con la conclusión de la temporada de invierno; siendo los Fokker 70 y Embraer 190 implementados en los vuelos previamente operados por este modelo.
En noviembre de 2010 KLM anunció un nuevo pedido por cinco reactores Embraer 190 adicionales para Cityhopper para reemplazar los cinco últimos Fokker 100 en servicio. Las entregas comenzarán en 2011 y continuarán hasta 2012. La flota de aviones Fokker 100 es usada actualmente para vuelos chárter y de reemplazo de aviones exclusivamente.

## Accidentes e incidentes

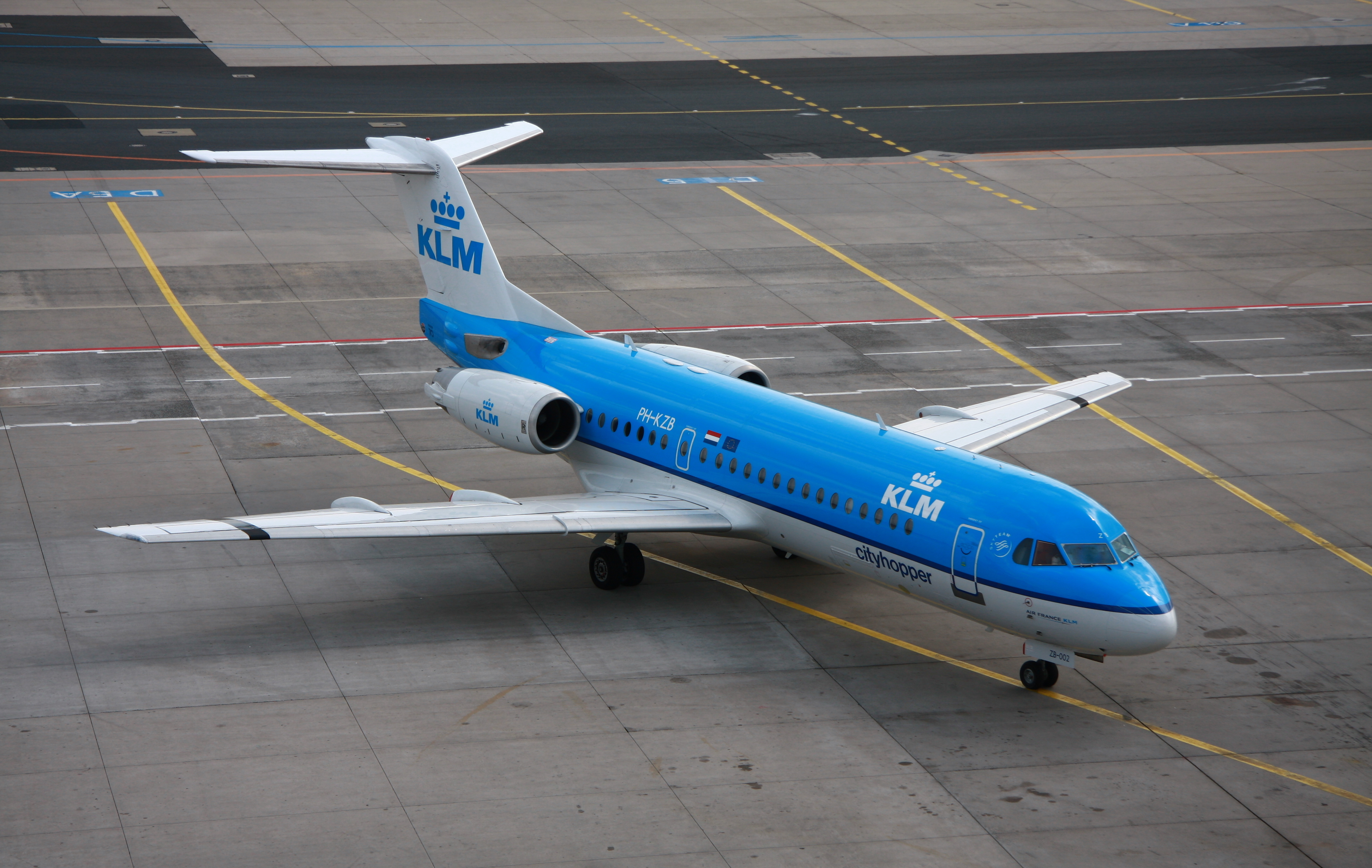
Un Fokker 70 de KLM Cityhopper rodando en el Aeropuerto de Fráncfort del Meno, Alemania. (2009)

- El 4 de abril de 1994, el vuelo 433 de KLM Cityhopper operado por un Saab 340 se estrelló en el Aeropuerto de Ámsterdam Schiphol, matando a tres personas e hiriendo gravemente a otros nueve. Una luz de alerta errónea provocó que la tripulación creyese erróneamente que el motor estaba con una baja presión de aceite. En aproximación final y a una altitud de noventa pies, el capitán decidió frustrar el aterrizaje poniendo el empuje de motores al máximo, pero poniendo dicha potencia en el motor uno, dejando el otro al ralentí. Por esta razón, el avión viró hacia la derecha, en picado, entrando en pérdida y chocando contra el terreno con un ángulo de ala de ochenta grados.